# Lasiommata majuscula
Lasiommata majuscula is een vlinder uit de familie van de Nymphalidae, uit de onderfamilie van de Satyrinae. De soort is voor het eerst wetenschappelijk beschreven als Amecera majuscula door John Henry Leech in een publicatie uit 1892.
De spanwijdte bedraagt 68 millimeter bij het mannetje en bij het vrouwtje 62-68 millimeter.

## Verspreiding en leefgebied
De soort komt voor in de bergen van West-China op een hoogte van ongeveer 3000 meter.

## Vliegtijd
De vlinder vliegt in juni en juli.